# کریس نیلسن
کریس نیلسن (انگلیسی: Chris Nilsen؛ زادهٔ ۱۳ ژانویهٔ ۱۹۹۸) ورزشکار دو و میدانی اهل ایالات متحده آمریکا است.